# Tamaria hirsuta
Tamaria hirsuta är en sjöstjärneart som först beskrevs av Jean Baptiste François René Koehler 1910.  Tamaria hirsuta ingår i släktet Tamaria och familjen Ophidiasteridae. Inga underarter finns listade i Catalogue of Life.